# Basemat
Basemat (hebreiska: בָּשְׂמַת, Basəmat; tiberiansk hebreiska: Bāśəmaṯ, "väldoftande") är ett bibliskt kvinnonamn som bärs av tre kvinnor i Gamla Testamentet.
- I Första Moseboken 26:34 är Basemat dotter till hettiten Elon och en av Esaus tre fruar.[1] I Första Moseboken 36:2 kallas hon Ada.[2]
- I Första Moseboken 36:3–4, 10, 13 och 17 är Basemat dotter till Ismael och syster till Nevajot, och en annan av Esaus tre fruar.[3] I Första Moseboken 28:9 kallas hon Machalat och är den enda av Esaus fruar som Isak tycker bra om (se 1 Mos. 28:8–9).[4]
- I Första Kungaboken 4:15 är Basemat dotter till Salomo och gift med Achimaas.[5]